# Abdelkader Perez

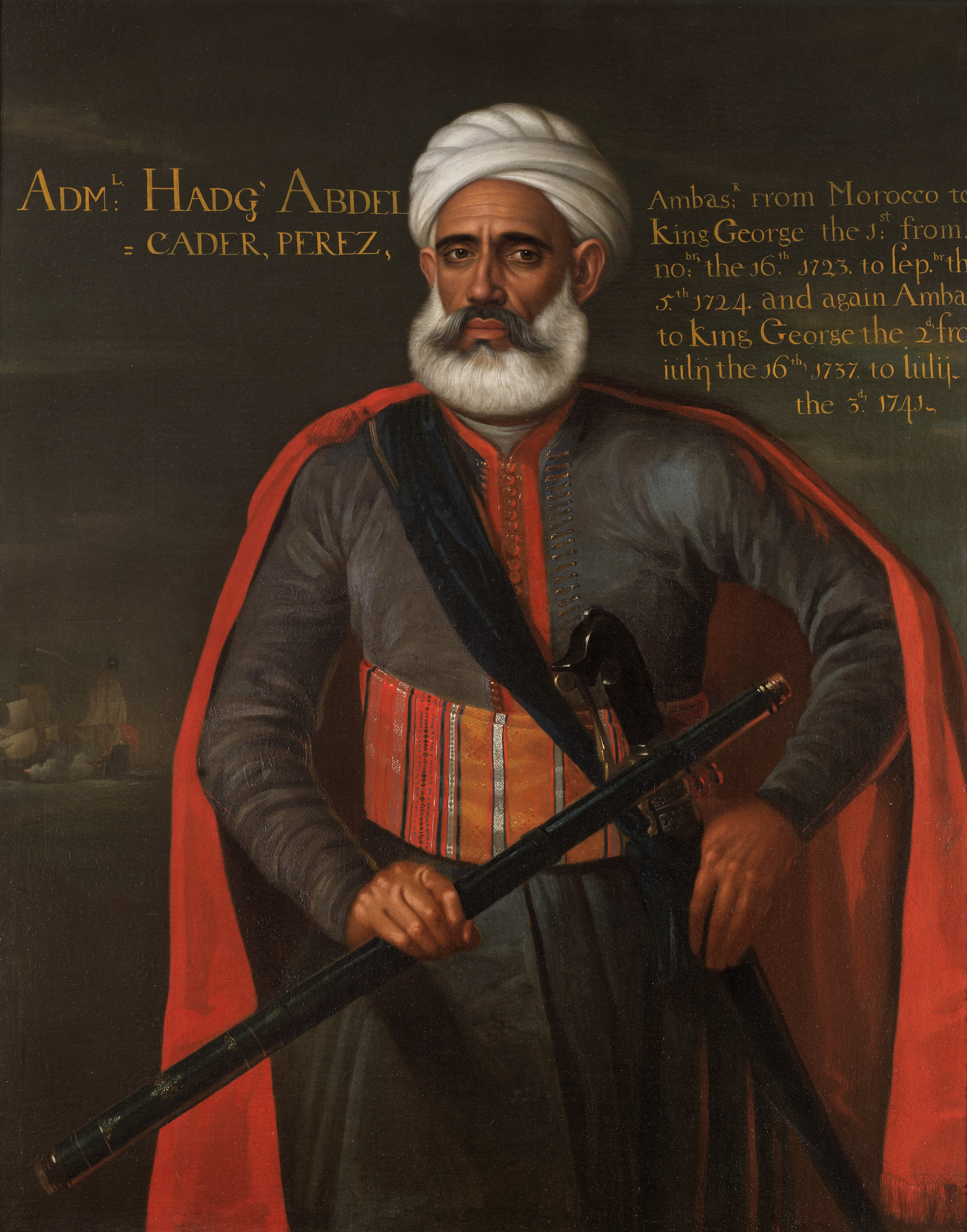
Admiral Abdelkader Perez

Hadj Abdelkader Perez war ein marokkanischer Admiral und im Jahre 1723 und 1737 Botschafter im Vereinigten Königreich. Am 29. August 1724 traf er den englischen König Georg I. Das dem Namen vorangestellte „Hadj“ zeigt, dass er am Haddsch, der Pilgerreise nach Mekka, teilgenommen hat. Zudem weist der Familienname Perez auf eine mögliche Abstammung von vertriebenen Morisken aus Spanien hin.